# Bezirksschule
Als Bezirksschule bezeichnet man eine Schulform, die in einigen Kantonen der Schweiz, beispielsweise Aargau oder Solothurn, nach dem sechsjährigen Besuch einer Primarschule absolviert werden kann.

## Kanton Aargau
Die Bezirksschule, auch als Progymnasium oder Untergymnasium bezeichnet, ist im Kanton Aargau die Schule mit dem höchsten Leistungsniveau. In anderen Kantonen nimmt diese Funktion die Sekundarschule oder die Kantonsschule (Untergymnasium) ein. Seit 2014 dauert die dreijährige Bezirksschulzeit vom 7. bis zum 9. Schuljahr, davor dauerte sie vier Jahre, vom 6. bis zum 9. Schuljahr.

### Fächer
Stand: 2021/22 (Lehrplan 21)
- Hauptfächer sind Deutsch und Mathematik. Weitere Pflichtfächer sind: Französisch, Englisch, Räume, Zeiten, Gesellschaft (RZG), Natur und Technik (NT), Bewegung und Sport, Bilderisches Gestalten(BIG), Musik, Textiles und Technisches  Gestalten (TTG) Wirtschaft, Arbeit, Haushalt (WAH), Medien und Informatik (MI) sowie Ethik, Religionen und Gemeinschaft (ERG).

Zusätzlich gibt es in der achten Klasse Berufliche Orientierung (BO)  und in der neunten Politische Bildung (PB).
- Wahlfächer sind Latein und Italienisch
- Wahlpflichtfächer im neunten Schuljahr sind Bildnerisches Gestalten (BIG), TTG (Textiles oder Technisches Gestalten) oder Projekte und Recherchen (P&R). Gegen Ende der achten Klasse muss jeder Schüler eines dieser Fächer auswählen. Dieses Fach muss er bis Ende des Schuljahres besuchen.
- Freifächer sind: Instrumentalunterricht, Geometrisch-technisches Zeichnen, Chorgesang, Englisch (Praktikum), Französisch (Praktikum), diverse Vertiefungen des Fachs NT und diverse Vertiefungen des Fachs Medien und Informatik. Griechisch ist vom Kanton ab dem Schuljahr 2004/05 vom Lehrplan gestrichen worden.

Abschlussprüfung
Im Kanton Aargau wurde bis 2016 an öffentlichen Bezirksschulen am Ende der 3. Klasse Bezirksschule (9. Schuljahr) eine Abschlussprüfung (AP) abgelegt. Die Abschlussprüfung galt als bestanden, wenn ein Notendurchschnitt von mindestens 4.0 erreicht wurde. 2017 wurden die Abschlussprüfungen abgeschafft.
Geprüft wurde in Deutsch, Französisch (schriftlich und mündlich) und Mathematik. Weiter zählten für den Abschluss die Vorschlagsnoten des ganzen letzten Schuljahres in Deutsch, Französisch, Mathematik, Englisch, Geschichte, Chemie, Biologie, dazu der Mittelwert aus Musik und Zeichnen.
Gewichtung der Noten
- Deutsch und Mathematik zählen jeweils doppelt
- Aus Englisch und Französisch wird der Durchschnitt berechnet. Diese Note zählt einfach
- Aus NT und RZG wird der Durchschnitt berechnet. Diese Note zählt doppelt
- Aus PB, WAH und MI wird der Durchschnitt berechnet. Diese Note zählt einfach
- Aus Musik, Bewegung und Sport und dem Wahlpflichtfach (BIG oder TTG (P&R gibt keine Note)) wird der Durchschnitt berechnet. Diese Note zählt einfach

Berechtigungen
- ab Note 4.7 Besuch einer Kantonsschule bzw. eines Gymnasiums
- ab Note 4.4 Berufsmatura, IMS, FMS bzw. WMS

Note 4 muss in Fächern Mathematik und Deutsch erreicht werden.
Notenskala: von 6 (= beste Note) bis 1 (= schlechteste Note)

## Kanton Solothurn
Im Kanton Solothurn war die frühere Bezirksschule im Unterschied zum Aargau nicht die höchste Oberstufe, sondern gedacht für Schülerinnen und Schüler, die in der Primarschule gute Noten erzielt hatten, aber nicht in die Kantonsschule (Gymnasium) konnten oder wollten. Sie war grundsätzlich für anspruchsvollere Berufslehren gedacht. Es gibt aber auch «Sonderzüge», deren Unterrichtsthema mehr auf den Übertritt in die Kantonsschule bzw. eine höhere Schule ausgelegt waren. Nach zwei Jahren musste man mindestens einen Durchschnitt von 5 in den Promotionsfächern vorweisen, um in die Kantonsschule aufgenommen zu werden.
Nach einer Reform der Sekundarstufe I besuchen Solothurner Schüler seit dem Schuljahr 2011/2012 die Sekundarschule mit den Abteilungen P (Sek P, progymnasiale Anforderungen), E (Sek E, erweiterte Anforderungen), B (Sek B, Basisanforderungen) und K (Sek K, Kleinklassen).